# Condica cupentia
Condica cupentia là một loài bướm đêm trong họ Noctuidae.

## Hình ảnh

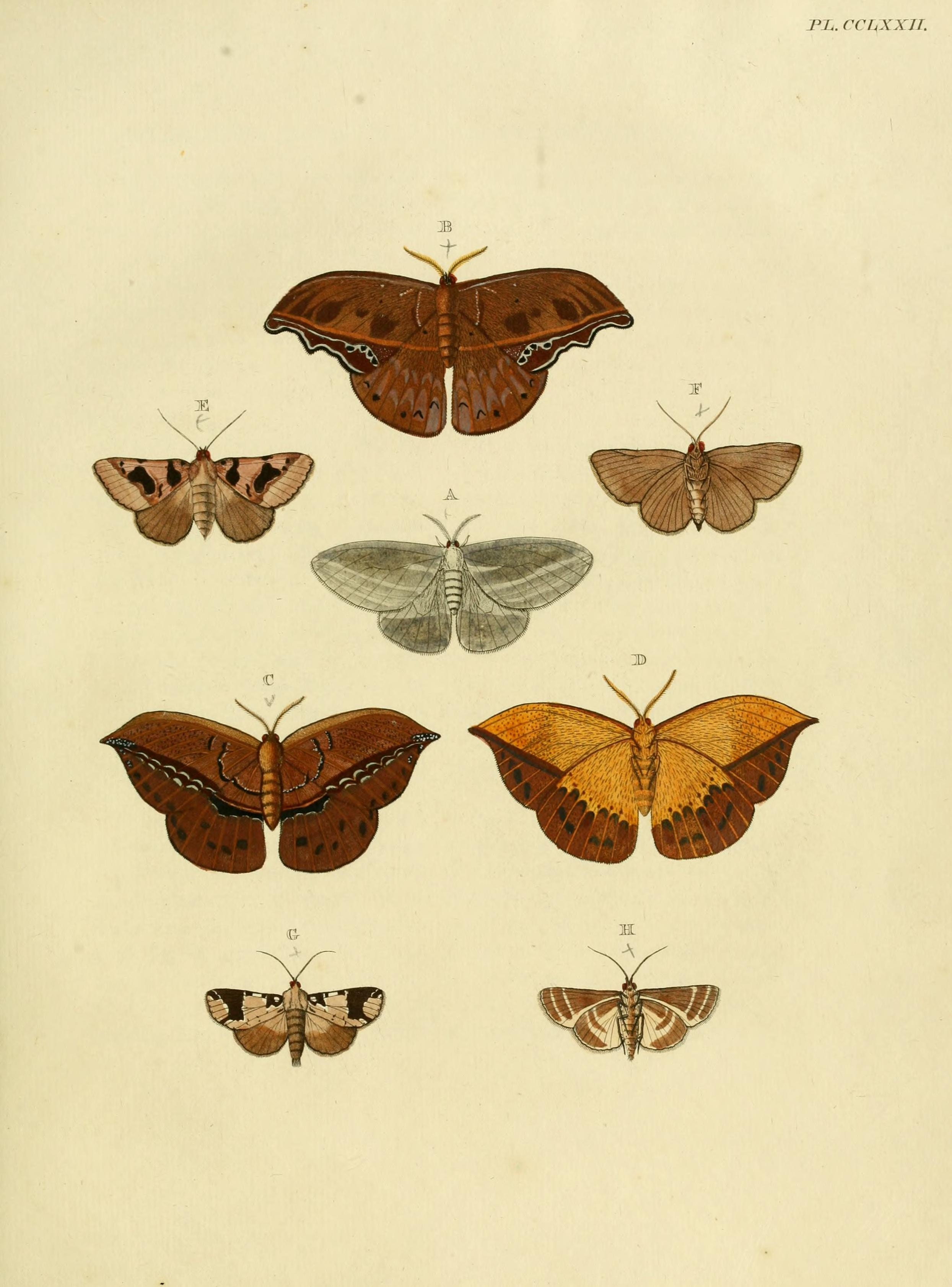